# Rio Cumpărata Mică
O Rio Cumpărata Mică é um rio da Romênia, afluente do Ghimbav, localizado no distrito de Argeş.